# Trác Ưng
Trác Ưng (tiếng Trung: 卓膺; bính âm: Liu Xun) là tướng lĩnh nhà Quý Hán thời Tam Quốc trong lịch sử Trung Quốc.

## Cuộc đời
Không rõ quê quán, hành trạng ban đầu của Trác Ưng. Năm 213, Lưu Bị cùng Lưu Chương trở mặt, chém Bạch Thủy quân đốc Dương Hoài, phái Hoàng Trung cùng Trác Ưng (có thể bao gồm cả Ngụy Diên) tiến quân tấn công Phù Thành. Không lâu sau, Phù Thành bị đánh hạ. Tướng Thục là Lưu Khôi, Trương Nhiệm phải rút chạy về Miên Trúc.
Không rõ hậu sự của Trác Ưng ra sao.

## Trong văn hóa
Trong tiểu thuyết Tam quốc diễn nghĩa, Trác Ưng xuất hiện ở hồi 64, là tướng dưới quyền Lưu Chương. Quân Lưu Bị vây Lạc Thành nhiều ngày, thắng nhiều thua ít. Lưu Chương lo sợ, phái Trác Ưng, Trương Dực chi viện. Trương Nhiệm để Lưu Khôi, Trương Dực ở lại giữ thành, còn bản thân cùng Trác Ưng chia làm hai đội, Nhiệm trước, Ưng sau, ra khỏi thành tập kích. Trương Nhiệm trúng kế của Gia Cát Lượng, bị bắt sống ở cầu Kim Nhạn. Trác Ưng thấy thế, liền đến chỗ Triệu Vân xin hàng, được Vân dẫn đến chỗ Lưu Bị và được Lưu Bị ban thưởng.
Sau khi hạ Lạc Thành, Lưu Bị phái Nghiêm Nhan, Trác Ưng dẫn Trương Phi ra phủ dụ các quận Ba Tây, Đức Dương. Khi Lưu Chương đầu hàng, Lưu Bị thay làm Ích Châu mục, phong thưởng quần thần. Trác Ưng cũng được đề tên.